# Macromitrium zollingeri
Macromitrium zollingeri là một loài Rêu trong họ Orthotrichaceae. Loài này được Mitt. ex Bosch & Sande Lac. mô tả khoa học đầu tiên năm 1859.